# Centre-ville de Toronto
 (novembre 2022).
Si vous disposez d'ouvrages ou d'articles de référence ou si vous connaissez des sites web de qualité traitant du thème abordé ici, merci de compléter l'article en donnant les références utiles à sa vérifiabilité et en les liant à la section « Notes et références ».
Le centre-ville de Toronto (Downtown Toronto) est le quartier d'affaires de la ville de Toronto au Canada. Il comprend le siège de nombreuses entreprises canadiennes et a une grande population résidentielle. Au cours des dernières années de nombreux grands gratte-ciel ont vu le jour dans toute la région.

## Architecture

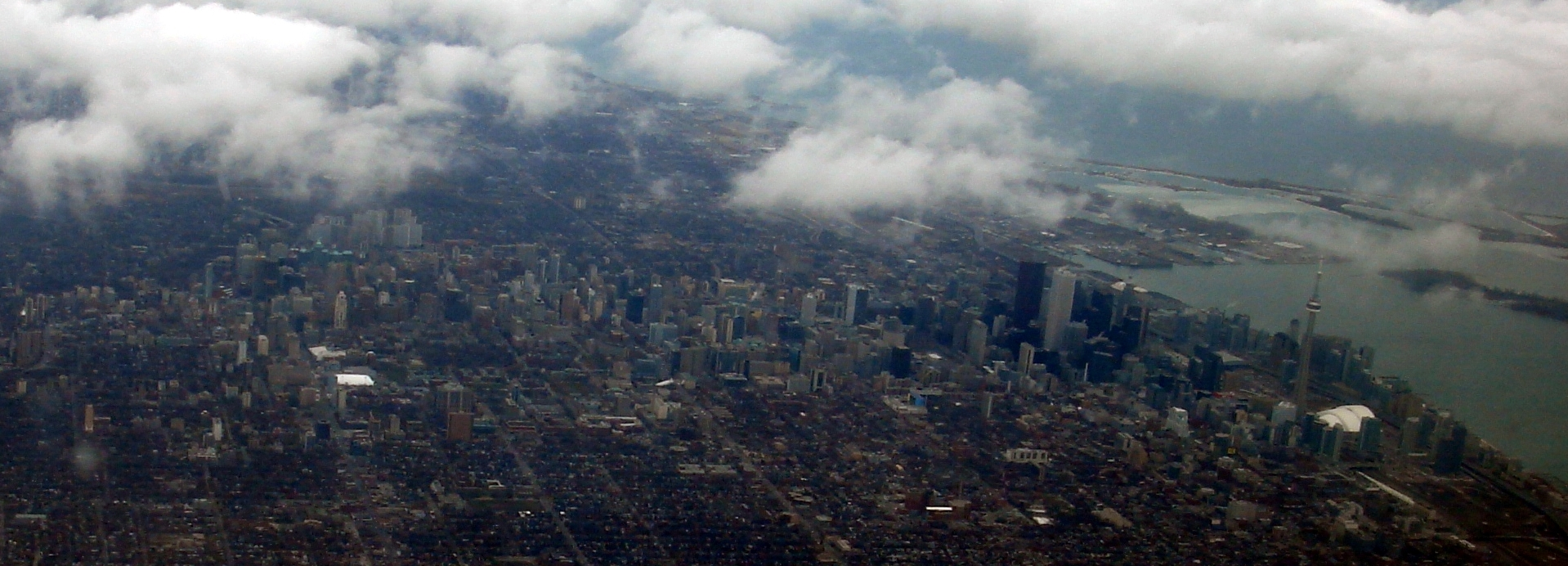
Vue aérienne du Centre-ville de Toronto

Dans les années 1970, Toronto a connu une croissance économique importante, aujourd'hui stable puisque sa banlieue prend de plus en plus d'importance vis-à-vis de la ville-centre. Beaucoup d'entreprises internationales et nationales ont déménagé à Toronto et ont créé de nouveaux gratte-ciel massifs dans le centre-ville. Aujourd'hui, le centre-ville de Toronto contient des dizaines de gratte-ciels notables. Par contre, le centre-ville de Toronto est souvent vide après 17h du fait qu'il est peu habité comparativement à celui de sa ville sœur, Montréal[réf. nécessaire].